# Gaštald
Gaštald (lat. gastaldus ili castaldus, tal. gastaldo ili guastaldo) je u ranom srednjem vijeku dužnosnik za dio kraljeva posjeda (gastaldia ili castaldia) s civilnim, vojnim i sudbenim ovlastima u Lombardiji (sjeverna Italija). 

## Gaštald uMletačkoj Republici
Mlečani preuzimaju ovaj naziv (titulu) koji ima dvojako značenje, uglavnom je povezano s ulogom upravljanja. Gaštald je upravitelj obrtničkih ili vjerskih bratovština. Gaštald sela ili merigo je jedini predstavnik državne vlasti u seoskim zajednicama ili komunama.

## Gaštald uKaštelima
U Kaštelima su vlasnici kaštela i zemljišta na kojima su bile izgrađene seljačke kuće stekli pravo da biraju gaštalda, čija je dužnost trajala godinu dana. Nakon izbora, gospodari bi novog gaštalda predstavili općinskim vlastima Trogira i Splita, nakon toga je knez izbor potvrdio svojim mandatom. Mandat je presuda općinskog suda koju proglašava knez.  Gaštald je svoju dužnost preuzimao 24.kolovoza nadan sv. Bartula. Gaštalda sela je objavljivao naredbe vlasti, brinuo se o njihovu izvršavanju i pazio na red. Bio je oslobođen od javnih radova, počasti i regalija. Svaku večer je zaključavao seoska vrata i ključ je predavao gospodaru. Gaštald je primao simboličnu nagradu za svoj posao. Seljaci nisu rado prihvaćali dužnost gaštalda jer su morali raditi protiv svojih seljana, tj. prijavljivati ih vlastima, pljeniti imovinu, slati ih u zatvor. Nije bio rijedak slučaj da su seljaci odbijali preuzeti ovu dužnost. Godine 1761. na tužbu Vitturija gospodara Kaštel Lukšića, generalni providur Jerolim Corner naredio je Grgi Martinoviću da prihvati tu dužnost, jer će u protivnom morati platiti 25 dukata kazne. Nazivom gaštald se ponekad nazivaju gospodarevi župani i dvornici, ili župani bratovština.